# Карпинели (Потенца)
Карпинели (итал. Carpinelli) је насеље у Италији у округу Потенца, региону Базиликата.
Према процени из 2011. у насељу је живело 55 становника. Насеље се налази на надморској висини од 853 м.